# Maria Fieberbründl

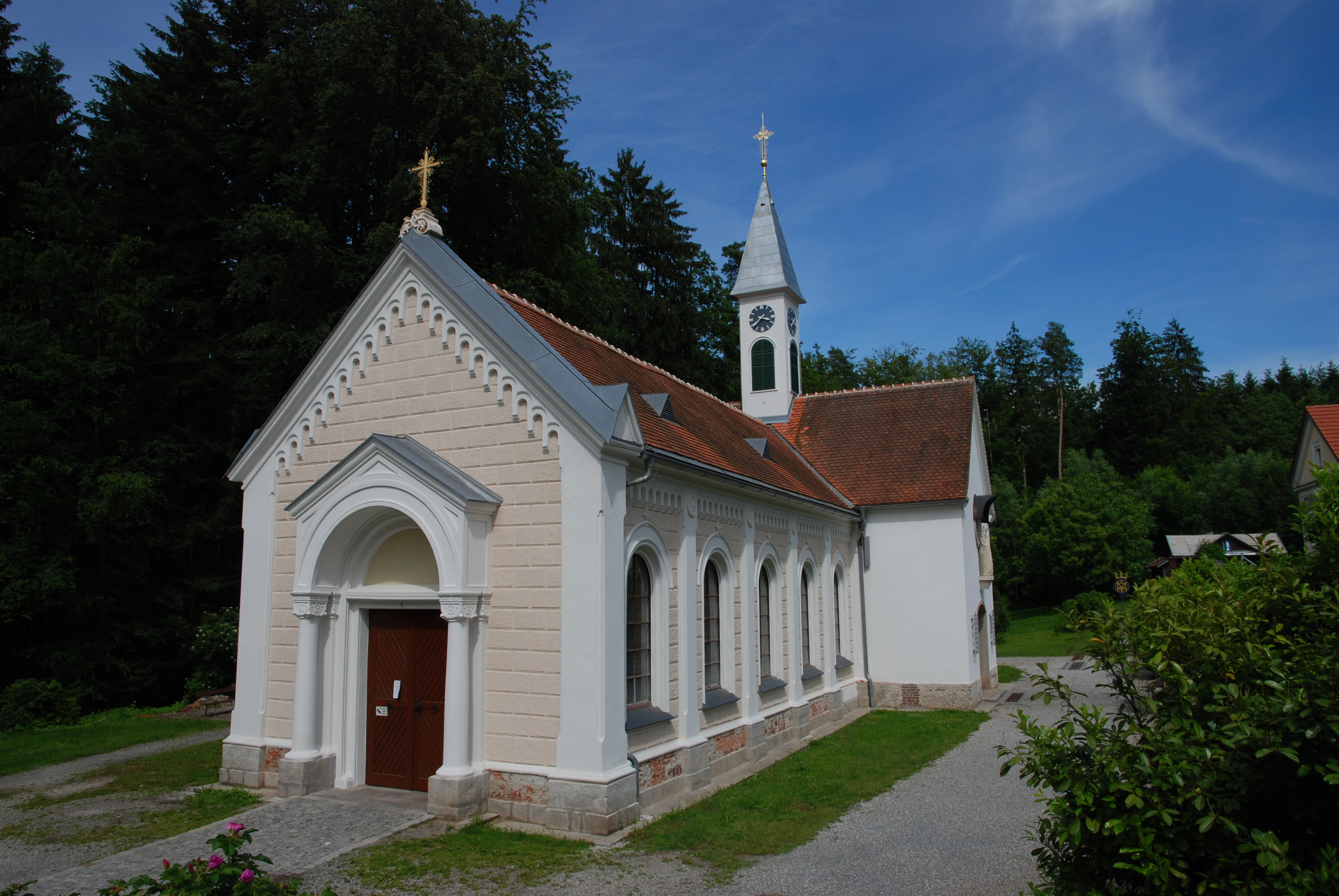
Wallfahrtskirche Maria Fieberbründl

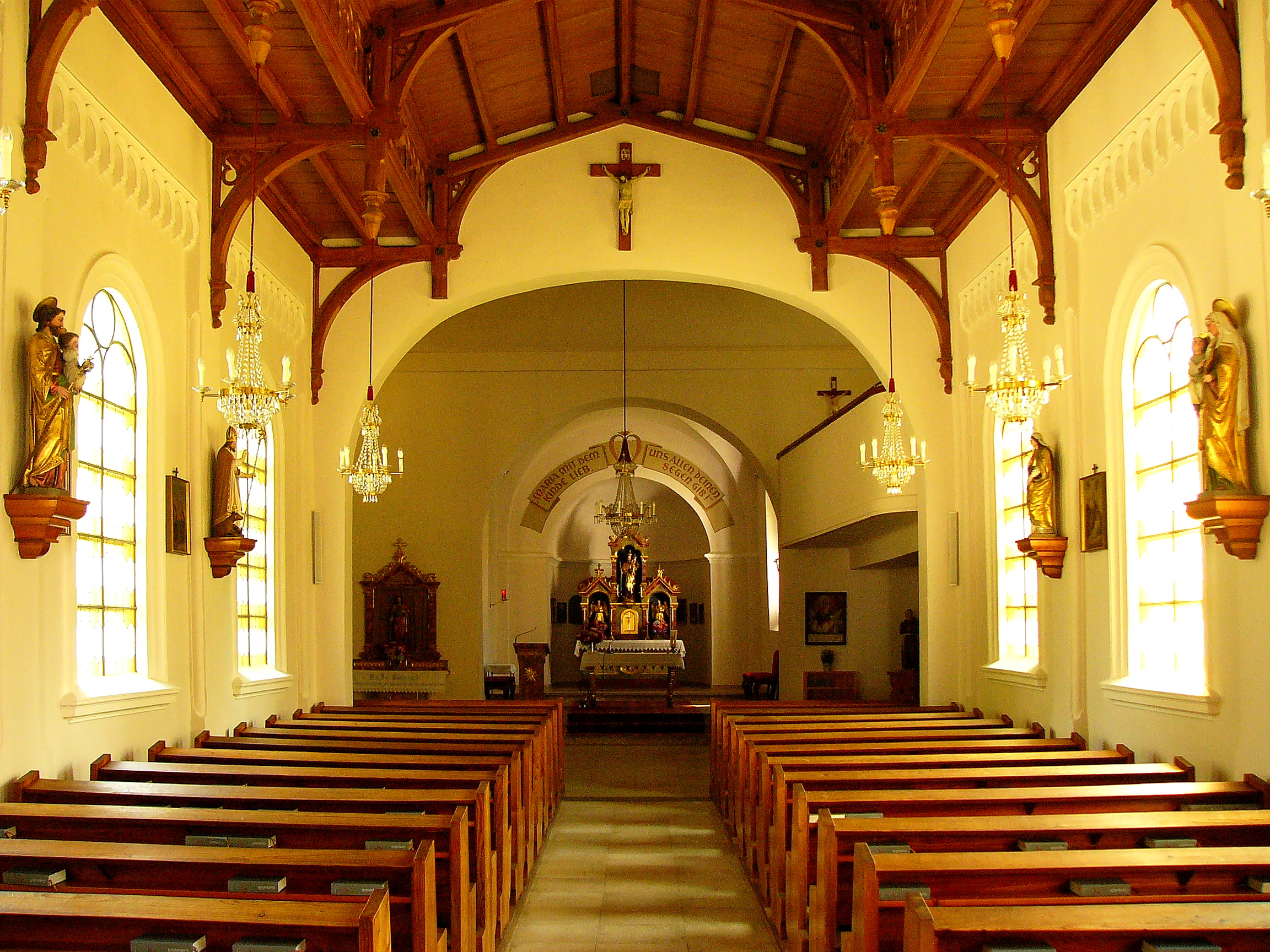
Das Schiff der Wallfahrtskirche

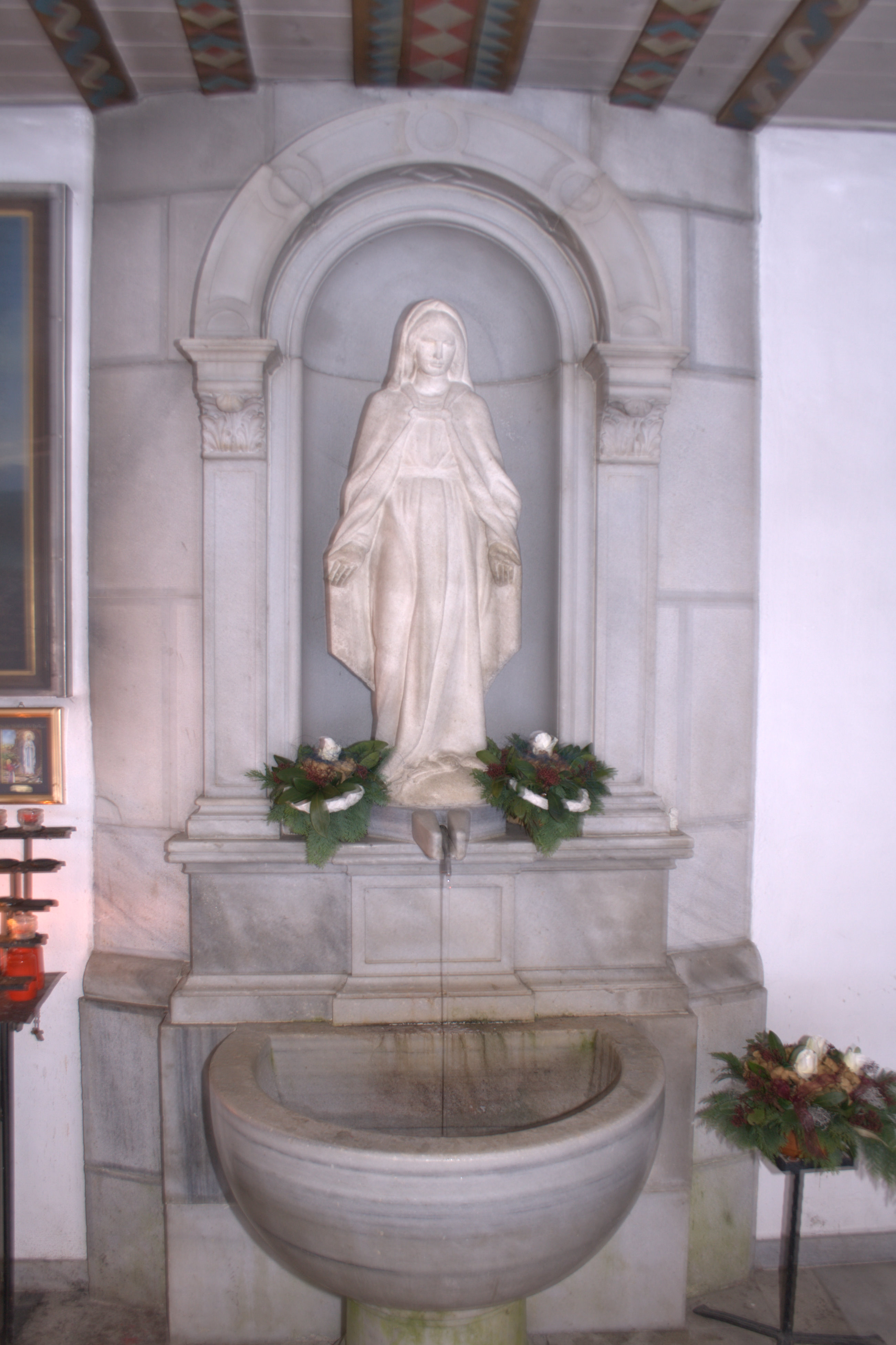
Marienstatue mit Brunnenfassung

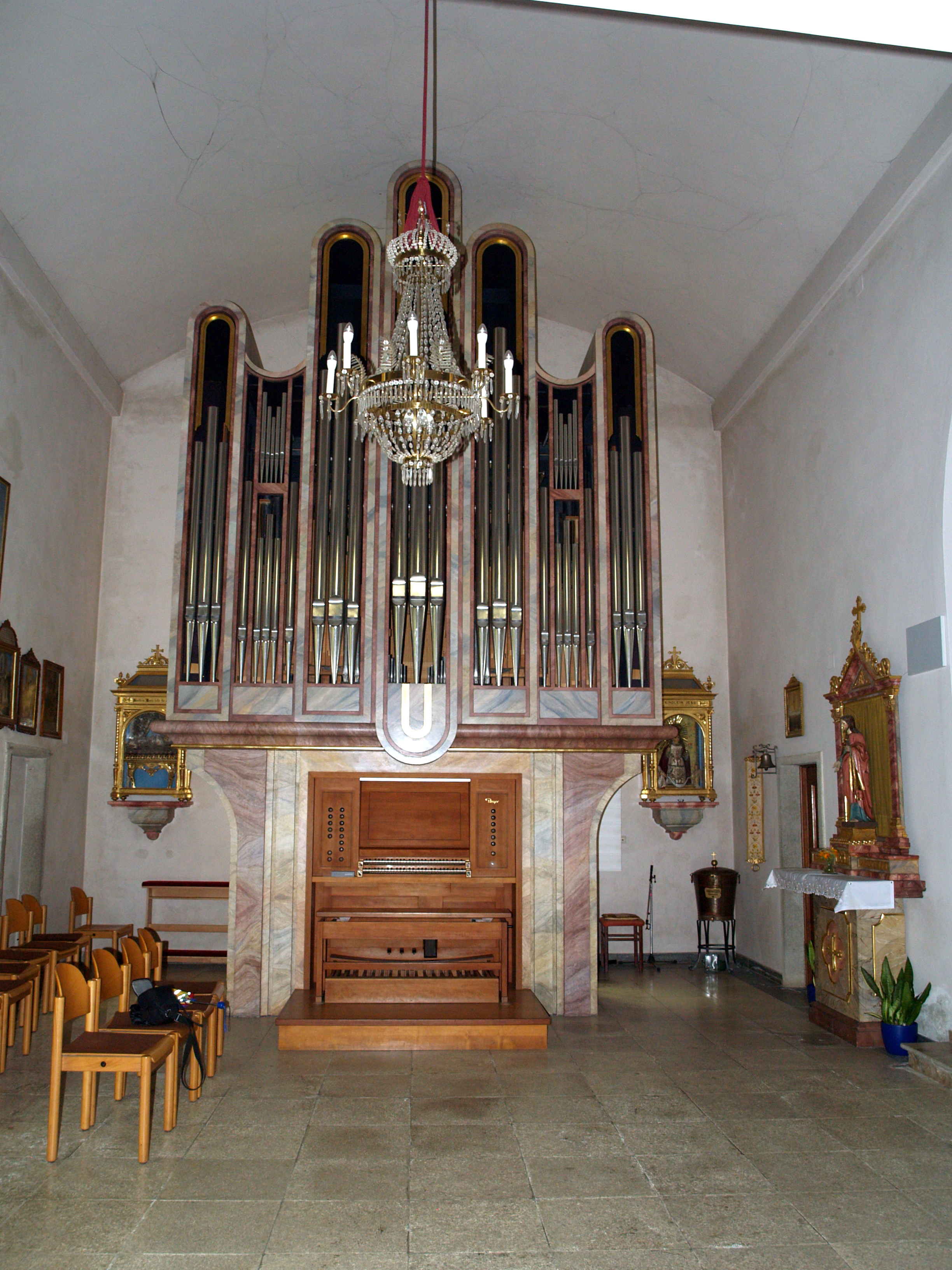
Orgel

Maria Fieberbründl ist ein Wallfahrtsort im Ort Kaibing in der Gemeinde Feistritztal in der Oststeiermark.

## Gründungslegende
Eine Legende erzählt, wie Maria Fieberbründl zu seinem Namen kam und zum Wallfahrtsort wurde: 

„Ein Einsiedler baute in dieser Waldeinsamkeit für sich eine Hütte aus Holz, in der er auch eine Marienstatue aufstellte. Wegen seiner Frömmigkeit genoss er großes Vertrauen. Viele kamen zu ihm um Rat, beteten vor der Marienstatue und tranken von dem kleinen Brünnlein, das daneben floss. Nach seinem Tod wandelte man die Bretterhütte zu einer kleinen Kapelle um. Da man das Wasser besonders gegen Fieberkrankheiten anzuwenden pflegte, erhielt es den Namen Fieberbründl.“

## Wallfahrtskirche
Die Filialkirche Maria Fieberbründl als Wallfahrtskirche Mariä Geburt war anfangs eine Holzkapelle. Im Jahr 1879 wurde diese durch einen steinernen Bau von L. Minkovitsch ersetzt. In den Jahren 1893/94 wurde eine Bethalle im Stil der Neuromanik nach den Plänen von H. Lötz errichtet, die im Jahr 1954 durch ein Querschiff mit der Kapelle verbunden wurde. Im Jahr 1994 wurde eine neue Orgel mit 17 Registern von Rieger Orgelbau eingebaut. Die Inneneinrichtung aus historisierenden Formen umfasst unter anderem einige Votivbilder nach Gebetserhörungen. Über dem rechten Seiteneingang befindet sich eine lebensgroße Schutzmantelmadonna aus Sandstein von Josef Papst (1953). Die Malereien der Bründlkapelle sind von Franz Weiss (1978). Jährlich besuchen zirka 50.000 Wallfahrer den Wallfahrtsort. 
Der Sakralbau steht, neben einem benachbarten Wohnhaus und einem Kiosk, unter Denkmalschutz.